# Андреј Остриков
Андреј Александрович Остриков (рус. Андрей Александрович Остриков; 2. јул 1987) професионални је руски рагбиста и репрезентативац, који тренутно игра за енглеског премијерлигаша Сејл шарксе. Играо је за "медведе" на светском првенству 2011. Игра углавном у другој линији скрама, али може и у трећој линији. Један је од малобројних руских рагбиста, који су успели да заиграју у некој од најјачих лига на свету. Играо је и у првој француској лиги и у првој енглеској лиги. За репрезентацију Русије дебитовао је 1. марта 2008. против Португала. 12. јула 2024. године објавио је завршетак професионалне играчке каријере.
Поред рагбија, којим се професионално бави, воли да прати фудбал и навијач је Манчестер Јунајтеда. 